# Sztojan Kolev
Sztojan Kolev Petrov (bolgár nyelven: Стоян Колев Петров) (Szliven, 1976. február 3. –) bolgár válogatott labdarúgó, edző.
A válogatott tagjaként részt vett a 2004-es Európa-bajnokságon.

## Sikerei, díjai
- CSZKA Szofija
  - Bolgár bajnok: 2002–03
  - Bolgár harmadosztály bajnok: 2015–16
  - Bolgár kupa: 2015–16
- Lokomotiv Plovdiv
  - Bolgár szuperkupa: 2004